# Idernes (Satrap)
Idernes (auch Hydarnes geschrieben, griechisch: Ιδηρνης, altpersisch: Vidr̥na-, elamtitisch: Miturna / Mitarna) war ein persischer Satrap des Achämenidenreichs im 5. vorchristlichen Jahrhundert.
Über ihn ist bis auf seine Vaterschaft zu Terituchmes, Mitrostes, Helikos, Stateira († 400 v. Chr.), der Ehefrau König Artaxerxes’ II., und Roxane nichts bekannt. Möglicherweise stammte er ab von Hydarnes, einem der sieben Verschwörer gegen Gaumata, jedenfalls dürfte seine Familie den Ehen seiner Kinder nach zum führenden persischen Adel gehört haben. Er amtierte in der Zeit des Großkönigs Dareios II. und sein Sohn konnte ihm in seiner nicht näher beschriebenen Provinz im Statthalteramt nachfolgen. In der Geschichtswissenschaft wird ihm Medien als wahrscheinlichste Satrapie zugewiesen.